# Sylwia Spurek

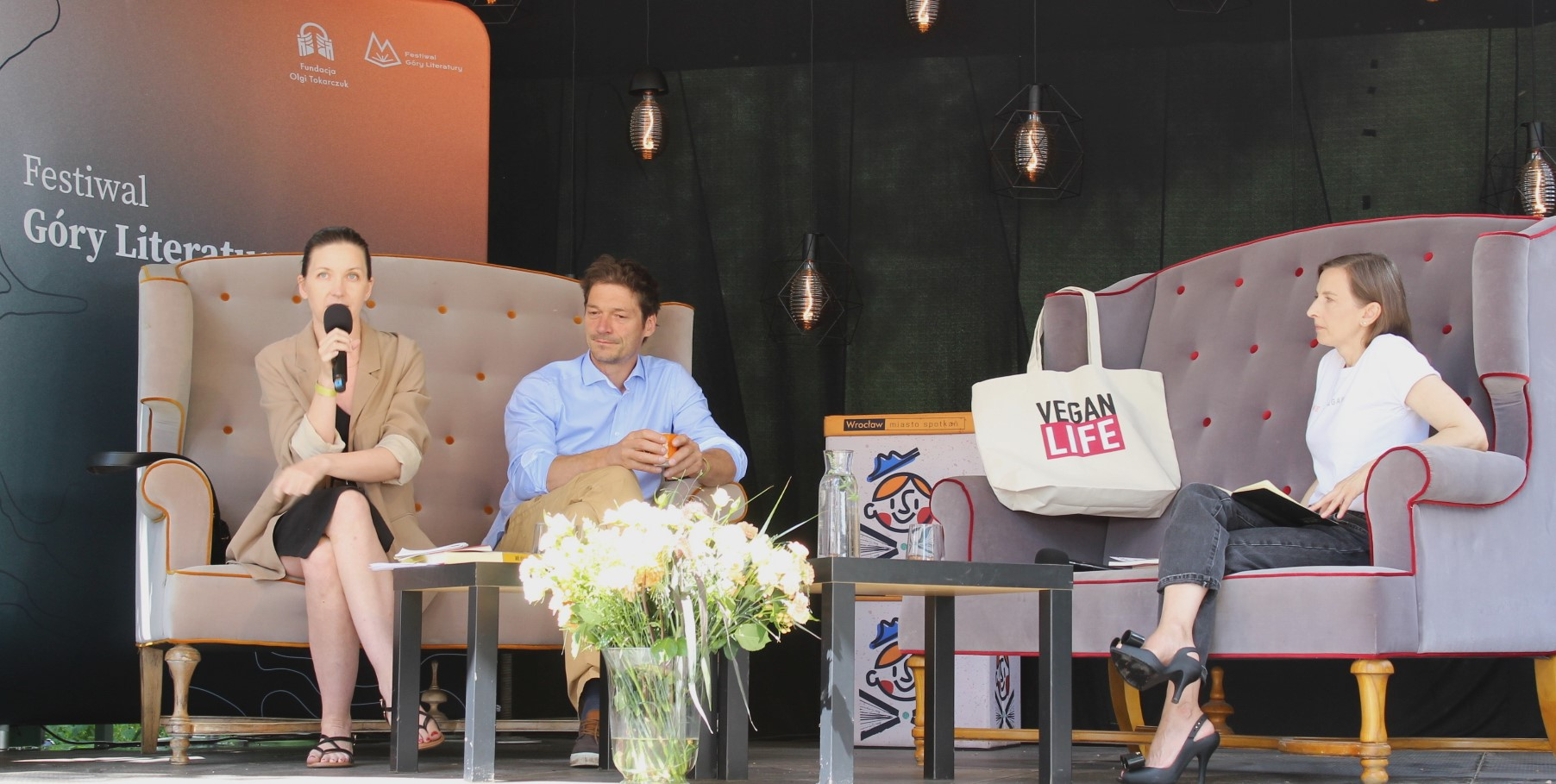
Karolina Kuszlewicz, Bartek Sabela, Sylwia Spurek

Sylwia Iwona Spurek (ur. 29 stycznia 1976 w Skarżysku-Kamiennej) – polska prawniczka oraz działaczka społeczna i polityczna. Doktor nauk prawnych, wykładowczyni akademicka, radczyni prawna, legislatorka. Specjalizuje się w prawie karnym. Jest członkinią Polskiego Towarzystwa Prawa Antydyskryminacyjnego oraz Polskiego Towarzystwa Legislacyjnego. W latach 2015–2019 zastępczyni rzecznika praw obywatelskich, w latach 2019–2024 deputowana do Parlamentu Europejskiego IX kadencji. Od września 2024 w Woodrow Wilson International Center for Scholars w Waszyngtonie DC.

## Życiorys

### Wykształcenie i kariera naukowa
Od 1991 uczęszczała do II Liceum Ogólnokształcącego im. Adama Mickiewicza w Skarżysku-Kamiennej, w którym zdała maturę w 1995. W 2000 ukończyła studia prawnicze na Wydziale Prawa i Administracji Uniwersytetu Łódzkiego. Pracę magisterską poświęciła problematyce udziału organizacji kobiecych w postępowaniu cywilnym. W tym samym roku była stypendystką Legal Fellowship Program i uczestniczką zajęć International Women’s Human Rights Clinic na City University of New York. W trakcie pobytu w Nowym Jorku zaangażowała się w kampanię wyborczą Hillary Clinton z 2000 roku. W 2004 ukończyła aplikację legislacyjną.
Była wykładowczynią m.in. na Gender Studies na Uniwersytecie Warszawskim oraz w Polskiej Akademii Nauk na studiach podyplomowych Gender Mainstreamingu. Jest autorką publikacji z zakresu problemu przemocy w rodzinie, równego traktowania i dyskryminacji. Posiada certyfikat specjalistki w zakresie pomocy ofiarom przemocy Ogólnopolskiego Pogotowia dla Ofiar Przemocy w Rodzinie „Niebieska Linia” IPZ PTP. W 2012 obroniła rozprawę doktorską na temat prawnych aspektów przeciwdziałania przemocy w rodzinie, ze skupieniem na izolacji sprawcy od ofiary (jej promotorką była Eleonora Zielińska).
Spurek zasiada w komisji eksperckiej European Vegan Summit.

### Kariera zawodowa
Od 2002 do 2005 pracowała w Sekretariacie Pełnomocnika Rządu ds. Równego Statusu Kobiet i Mężczyzn, kiedy funkcję tę pełniła Izabela Jaruga-Nowacka, gdzie zajmowała się m.in. rządowym projektem ustawy o przeciwdziałaniu przemocy w rodzinie. W 2005 rozpoczęła współpracę z Magdaleną Środą jako jej rzeczniczka prasowa. W latach 2008–2015 była członkinią Zespołu do spraw Europejskiego Trybunału Praw Człowieka przy Ministerstwie Spraw Zagranicznych. W latach 2010–2012 była przedstawicielką Szefa Kancelarii Prezesa Rady Ministrów w Komitecie Ochrony Praw. Do 2014 była radcą Prezesa Rady Ministrów w Departamencie Prawnym Kancelarii Prezesa Rady Ministrów. Następnie, do czerwca 2015 była wiceszefową Biura Pełnomocniczki Rządu do Spraw Równego Traktowania i odpowiadała między innymi za koordynację prac rządowych nad ratyfikacją Konwencji Rady Europy o zapobieganiu i zwalczaniu przemocy wobec kobiet i przemocy domowej. 22 września 2015 została zastępczynią rzecznika praw obywatelskich ds. równego traktowania. Złożyła rezygnację z tej funkcji z dniem 28 lutego 2019, w związku z planami zaangażowania politycznego.

### Działalność społeczna
Współfundatorka pierwszego w Polsce wegańskiego think-tanku Green REV Institute. Od 2021 publikuje podcast Prawo Spurek, w którym porusza problem łamania praw kobiet, zwierząt i mniejszości. Podcast pojawia się na łamach Krytyki Politycznej i w serwisach podcastowych.
W marcu 2019 wraz z partnerem Marcinem Anaszewiczem wydała książkę Związek partnerski, rozmowy o Polsce, a cały zysk ze sprzedaży książki został przekazany na rzecz fundacji Międzynarodowy Ruch na Rzecz Zwierząt Viva!.

#### Prawa kobiet
Ekspertka European Institute for Gender Equality (UE), Gender Equality Unit (CoE) i United Nations Population Fund (UNDP). W latach 2017–2019 członkini zarządu Equinet. Do 2019 członkini honorowa Rady Programowej Funduszu Feministycznego Femfund, zbierającego fundusze i przyznającego granty organizacjom feministycznym. Spurek wsparła Czarny Protest w 2020 r.
Określiła cyberprzemoc wobec kobiet jako „nową twarz starego problemu”. Spurek podkreśla, że mężczyźni również doświadcezają tej formy przemocy, ale w swoich działaniach pragnie zwrócić uwagę na skalę i charakter przemocy, jakiej doświadczają kobiety – mówi, że jest ona specyficzna, wskazując, że kobiety atakowane są za wygląd, życie prywatne, rodzinne, intymne, grozi się im przemocą seksualną, czego nie doświadczają zazwyczaj mężczyźni.

##### 16 Dni Akcji Przeciwko Przemocy ze względu na płeć
Od wielu lat bierze udział w obchodach 16 Dni Akcji Przeciwko Przemocy ze względu na płeć. 
W 2017 roku kampanię Spurek pt. Trzymam Stronę Kobiet przeciwko przemocy wobec kobiet wsparli m.in. Jan Englert, Andrzej Seweryn, Kacper Kuszewski, Szymon Majewski, Arkadiusz Jakubik oraz Andrzej Wrona i Artur Siódmak. W 2018 Spurek zwróciła uwagę na znaczenie świadków przemocy domowej. W 2019 roku Spurek skupiła się na obalaniu mitów na temat przemocy wobec kobiet. W 2020 roku w ramach kampanii przeciwko przemocy wobec kobiet Spurek wystąpiła razem ze swoim mężem Marcinem Anaszewiczem. Jej celem było pokazanie roli mężczyzn w walce z przemocą wobec kobiet. W 2021 roku wydała bezpłatną publikację Nasza Konwencja stanowiącą pierwsze, pełne wydanie treści Konwencji Rady Europy o zapobieganiu i zwalczaniu przemocy wobec kobiet i przemocy domowej. W 2022 roku swoją kampanię społeczną poświęciła cyberprzemocy wobec kobiet. W spocie wideo zamieściła prawdziwe komentarze i groźby, które otrzymała pod swoimi wpisami w mediach społecznościowych. Z okazji kampanii 16 Dni Przeciw Przemocy wobec Kobiet dwukrotnie wysyłała list do Ursuli von der Leyen, zwracając uwagę na problem przemocy wobec kobiet i wskazując zapobiegawcze i pomocowe środki prawne i pozaprawne, które powinna rozważyć Komisja Europejska. W 2020 roku wysłała podobny list do Mateusza Morawieckiego, w sprawie ratyfikacji Konwencji Antyprzemocowej.
W 2022 i 2023 roku swoje kampanie społeczne poświęciła cyberprzemocy wobec kobiet. W kontrowersyjnym spocie wideo pt. „Czy powiedziałbyś tak do swojej matki?” zamieściła prawdziwe komentarze i groźby, które otrzymała pod swoimi wpisami w mediach społecznościowych.

#### Kwestia przemocy
Spurek apeluje o walkę z przemocą poprzez zmianę systemu ochrony. Jedną z reform, jaką zaproponowała, jest przeniesienie odpowiedzialności za obdukcję z ofiary na organy ścigania. Podniosła potrzebę podnoszenia świadomości społecznej i edukowania służb, które interweniują w przypadkach przemocy, zwłaszcza domowej. Apeluje o usystematyzowanie pomocy, na jaką mogą liczyć ofiary – pomoc prawną, psychologiczną, administracyjną.
Jako zastępczyni rzecznika praw obywatelskich ds. równego traktowania, Spurek zwracała uwagę na problem przemocy, jakiej doświadczają dzieci i kar cielesnych. Podnosiła tę tematykę również po zakończeniu pracy na tym stanowisku i jako polityczka.
W 2019 roku w swojej kampanii w ramach 16 Dni Przeciw Przemocy wobec Kobiet przyznała, że była ofiarą przemocy jak dziecko.
Zaapelowała o uznanie każdej formy cyberprzemocy za przestępstwo we wszystkich Państwach Członkowskich.

#### Prawa mniejszości oraz osób LGBT
Regularnie uczestniczy w marszach równości w Polsce. Aktywnie działa na rzecz praw mniejszości, w tym osób LGBTQIA+. Domaga się uznania ich praw, w tym równości małżeńskiej, prawa do adopcji, nowoczesnych regulacji dot. uzgodnienia płci lub korekty płci, dobrej edukacji antydyskryminacyjnej i ochrony przed mową nienawiści. Podczas marszu równości w Szczecinie w 2022 roku Spurek stwierdziła, że „przyzwoity człowiek, każdy polityk i każda polityczka powinien stać tu – tu, gdzie szacunek i gdzie akceptacja”. Dodała też, że każda osoba stojąca na czele partii opozycyjnej, mająca ambicje na naprawę Polski „po PiS”, ma obowiązek stać ramię w ramię z osobami, których prawa są łamane – z gejami, lesbijkami i osobami transpłciowymi. 

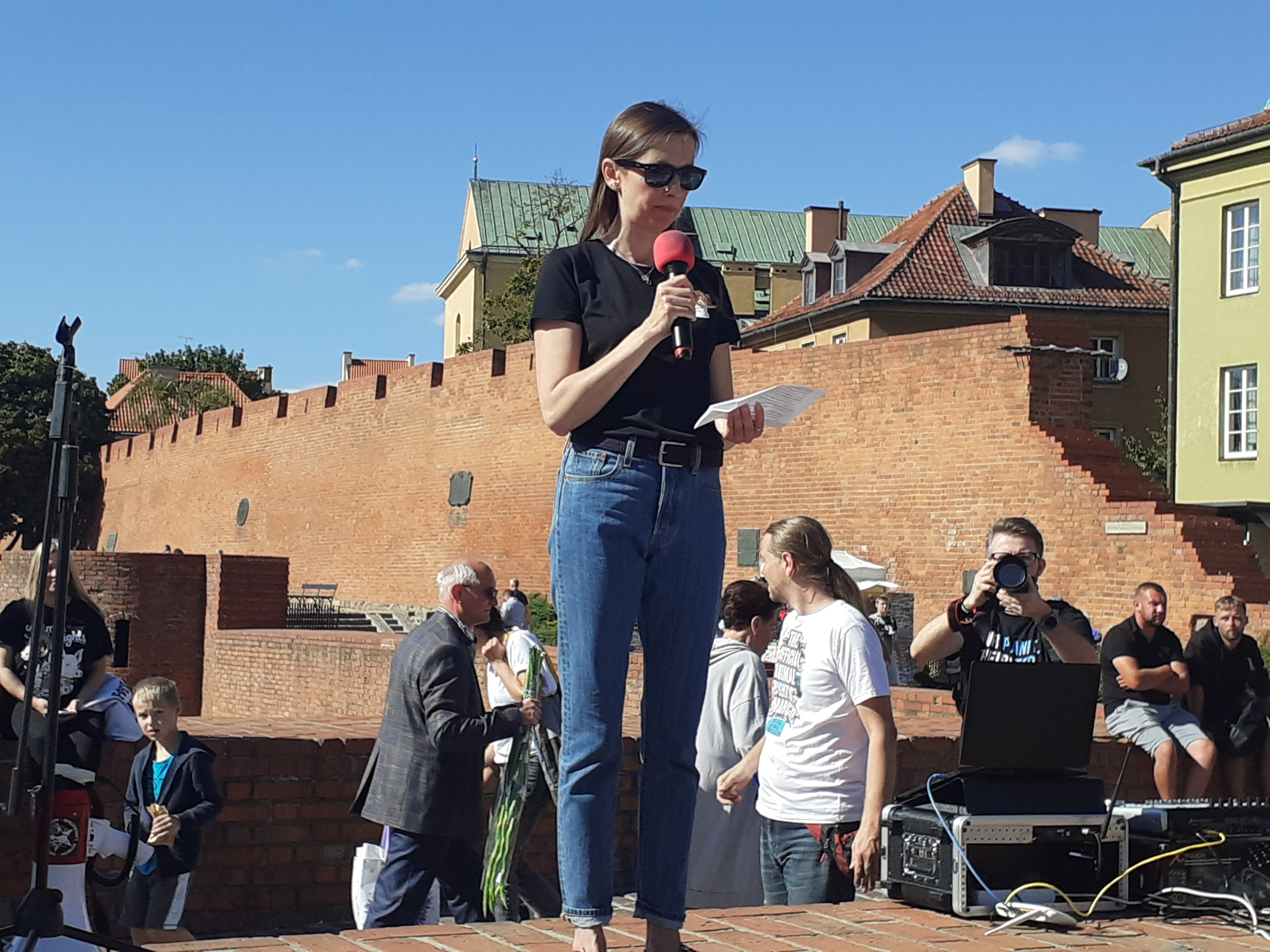
Sylwia Spurek podczas przemowy na zakończenie Marszu Wyzwolenia Zwierząt (2022).

#### Prawa zwierząt
Sylwia Spurek deklaruje się jako weganka i obrończyni praw zwierząt. Jest propagatorką języka, który podkreśla autonomię i podmiotowość zwierząt.

#### Edukacja klimatyczna
W marcu 2024 wraz z ekspertami i ekspertkami wystąpiła do Ministry Edukacji Narodowej Barbary Nowackiej z apelem o wprowadzenie do programów i podręczników szkolnych treści obejmujących elementy nauki o środowisku, prawach zwierząt i zrównoważonego rozwoju. 

#### Upamiętnienie ofiar tzw. Masakry w Montrealu
W kwietniu 2024 z okazji 35. rocznicy wystąpiła z inicjatywą upamiętnienia ofiar tzw. Masakry w Montrealu, w tym jedynej Polki, Wrocławianki Barbary Klucznik-Widajewicz, która wraz z jedenastoma innymi kobietami w 1989 roku została zabita przez zamachowca Marca Lépine’a. Zamachowiec motywował swoje działanie nienawiścią do kobiet. List otwarty Spurek do Prezydenta Miasta Wrocławia Jacka Sutryka oraz Rektora Uniwersytetu Ekonomicznego we Wrocławiu, prof. Andrzeja Kalety, poparły m.in. Ambasadorka Kanady w Polsce Catherine Godin, założycielka Fundacji „Różowa Skrzyneczka” Adrianna Klimaszewska, prof. dr hab. Maria Wanda Kopertyńska, Joanna Kuciel-Frydryszak, dr hab. Aleksandra Przegalińska, oraz Olga Tokarczuk.

### Działalność polityczna
Z początkiem marca 2019 zaangażowała się w polityczny projekt Roberta Biedronia – partię Wiosna. Z listy tej partii w wyborach w tym samym roku uzyskała mandat posłanki do Parlamentu Europejskiego w okręgu wielkopolskim, startując w okręgu numer 7 (Poznań) i uzyskując 55 306 (4,61%) głosów – co stanowiło drugi wynik w kraju. Dołączyła do frakcji Postępowy Sojusz Socjalistów i Demokratów w Parlamencie Europejskim. Została członkinią Komisji Wolności Obywatelskich, Sprawiedliwości i Spraw Wewnętrznych Parlamentu Europejskiego (LIBE) (do 2020 roku, potem zastępczynią), oraz zastępczynią w Komisji Ochrony Środowiska, Zdrowia Publicznego i Bezpieczeństwa Żywności Parlamentu Europejskiego (do 2020 roku).

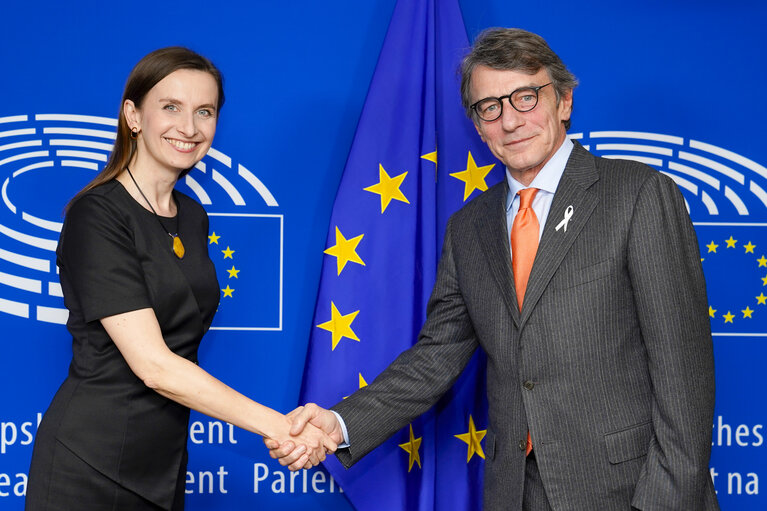
David Sassoli, ówczesny przewodniczący Parlamentu Europejskiego, spotyka się z Sylwią Spurek w 2019 r.

28 października 2019 zrezygnowała z członkostwa w Wiośnie. 29 września 2020 odeszła z frakcji S&D, a dzień później dołączyła do frakcji Zieloni – Wolny Sojusz Europejski.  
W 2020 została wiceprzewodniczącą Komisji Praw Kobiet i Równouprawnienia Parlamentu Europejskiego (FEMM). Przez całą kadencję była członkinią: Delegacji do Parlamentarnego Zgromadzenia UE-Mołdawia (09.07.2020–29.09.2020), Delegacji ds. Stosunków z Krajami Azji Południowej (09.07.2020–29.09.2020), Delegacji do Zgromadzenia Parlamentarnego Euronest (09.07.2020–29.09.2020) oraz Delegacji do Parlamentarnej Komisji Współpracy UE-Rosja (05.10.2020–01.05.2022); oraz zastępczynią w: Delegacji do Stosunków z Kanadą (02.07.2019–29.09.2020), Komisji Rolnictwa i Rozwoju Wsi (10.02.2020–29.09.2020), Komisji Śledczej ds. Ochrony Zwierząt podczas Transportu (19.06.2020–29.09.2020), Delegacji do Parlamentarnego Zgromadzenia Euronest (01.10.2020–01.05.2022), oraz Komisji Śledczej ds. Badania Wykorzystania Oprogramowania Szpiegowskiego Pegasus i równoważnych (24.03.2022–18.07.2023).
W ramach komisji FEMM i LIBE aktywnie działała na rzecz ratyfikacji Konwencji Stambulskiej przez Unię Europejską. Była reporterką cieniem raportu na temat tej Konwencji. Jako reporterka cień uczestniczyła w pracach nad raportami dot. między innymi praw osób z niepełnosprawnościami, demokracji czy przypadków molestowania w instytucjach unijnych. W grudniu 2021 Parlament Europejski przyjął rezolucję dotyczącą zwalczania cyberprzemocy. Spurek była jego sprawozdawczynią.
Spurek była członkinią parlamentarnej intergrupy poświęconej dobrostanowi zwierząt prowadzonej przez Eurogroup for Animals i intergrupy do spraw praw osób LGBTQI prowadzonej przez ILGA Europe.
W 2019 roku dołączyła do grupy eurodeputowanych monitorujących kwestię poszanowania demokracji w Państwach Członkowskich. W 2020 r. wraz z Terry Reintke wystosowała list do władz Polski wzywając do dialogu i wysłuchania postulatów protestujących przeciwko ograniczeniu prawa do aborcji. Pod listem podpisało się ponad 100 Posłów i Posłanek do Parlamentu Europejskiego oraz Posłów i Posłanki Rady Narodowej Austrii.
Jest autorką propozycji „5 dla branży roślinnej”, która przewiduje: zakaz reklamy mięsa, mleka, jaj; likwidację funduszy promocji tych produktów; powołanie funduszu promocji weganizmu; zajęcia od przedszkola „klimat i prawa zwierząt”; 0% VAT na zamienniki mięsa, mleka, jaj. Propozycja ta nie spotkała się z poparciem żadnego z ugrupowań politycznych w Polsce.
W 2021 roku zaproponowała „Nową 5 dla zwierząt”, która przewiduje: zakaz wykorzystywania zwierząt w cyrkach, delfinariach plus zakaz polowań, w tym wędkarstwa do roku 2023; zakaz otwierania nowych hodowli do roku 2025; zakaz badań z wykorzystaniem zwierząt do roku 2030; 100% zakaz hodowli zwierząt do roku 2040; jak najszybsze wprowadzenie ochrony zwierząt do polskiej Konstytucji.
W 2022 roku w ramach swojego programu parlamentarnego „Wolni od Ferm” wydała bezpłatne eksperckie opracowanie Smród, krew i łzy. Włącz myślenie, bądź zmianą, które skupia się na wpływie farm przemysłowych i sektora hodowlanego w Polsce na środowisko, prawa człowieka i prawa zwierząt.
W wyborach do Parlamentu Europejskiego w 2024 roku nie ubiegała się o reelekcję. W czerwcu 2024 wystąpiła z grupy Zieloni – Wolny Sojusz Europejski i dołączyła do grupy europosłów niezrzeszonych. 

#### Dyrektywa antyprzemocowa
Z ramienia komisji LIBE, w latach 2022–2024 była jedyną z Polski sprawozdawczynią Parlamentu Europejskiego ds. Dyrektywy Parlamentu Europejskiego i Rady w sprawie zwalczania przemocy wobec kobiet i przemocy domowej.
W Dyrektywie znalazły się przepisy o ochronie kobiet przed cyberprzemocą, zaproponowane przez Spurek w jej Sprawozdaniu zawierającym zalecenia dla Komisji w sprawie zwalczania przemocy ze względu na płeć w zakresie cyberprzemocy z grudnia 2021 roku.
Powołując się na badania z Hiszpanii, gdzie wprowadzono przepisy uwzględniające potrzeby ofiar przemocy domowej opiekujących się zwierzętami, Spurek przygotowała i zaproponowała rozwiązania w tym zakresie do unijnej Dyrektywy. Według dostępnych danych, połowa Hiszpanek doświadczających przemocy ma pod opieką zwierzęta domowe, a ponad połowa z nich nie opuszcza przemocowego domu z obawy o bezpieczeństwo swoich zwierząt. Chociaż zaproponowane przepisy nie zostały uwzględnione w tzw. artykułowanej części Dyrektywy, opracowane przez Spurek rozwiązanie prawne – odniesienie do zwierząt domowych zostało zawarte w jej preambule, gdzie znajduje się zapis o tzw. przemocy zastępczej i związku przemocy domowej z przemocą wobec zwierząt towarzyszących.
Wprowadzenie analogicznych rozwiązań łączących problem przemocy wobec kobiet i przemocy wobec tzw. zwierząt towarzyszących do polskiego prawa Spurek zaproponowała w styczniu 2024 w wystąpieniu generalnym do Ministra Sprawiedliwości Adama Bodnara, Ministry Równości Katarzyny Kotuli i Ministry Rodziny, Pracy i Polityki Społecznej Agnieszki Dziemianowicz-Bąk. Było to ponowienie wystąpienia skierowanego w kwietniu 2023 roku do Ministra Sprawiedliwości Zbigniewa Ziobro oraz Ministry Rodziny i Polityki Społecznej Marleny Maląg.
W trakcie prac legislacyjnych w czerwcu 2023 Rada UE wykreśliła z projektu Dyrektywy Artykuł 5, który kryminalizował przestępstwo zgwałcenia zgodnie z zasadą „tylko tak oznacza zgodę”. W styczniu 2024 Spurek zwróciła się w tej sprawie do premiera Donalda Tuska o zmianę stanowiska polskiego rządu na forum Rady UE, ponieważ wcześniej rząd premiera Mateusza Morawieckiego otwarcie sprzeciwiał się i Artykułowi 5, i całemu projektowi Dyrektywy.
Dyrektywa została przyjęta przez Europarlament w kwietniu 2024 roku, 522 głosami za, przy 27 głosach przeciw i 72 wstrzymujących się. Spurek stwierdziła, że na etapie trilogów Dyrektywie „w wielu miejscach wyrwano zęby” – ograniczając jej skuteczność.

## Życie prywatne
Córka Zbigniewa Spurka, inżyniera mechanika i działacza PZPR.
27 czerwca 2020 wyszła za mąż za Marcina Anaszewicza, z którym jest związana od 2001. Para żyła w konkubinacie z wyboru, aby okazać wsparcie dla par jednopłciowych, które nie mają możliwości wstąpienia w związek małżeński. Spurek i Anaszewicz wzięli ślub w 2020 roku, bojąc się o swoją sytuację prawną podczas pandemii COVID-19. Para nie ma dzieci.
Spurek jest osobą autystyczną.

## Poglądy i krytyka

### Feminatywy
Jest przeciwniczką tzw. męskiej dominacji językowej i określa siebie, używając żeńskich końcówek w zawodach, które wykonuje.

### Kwestia przemocy
Sylwia Spurek jest krytykowana za wypowiedzi, w których mówi, że „przemoc ma płeć i jest to płeć męska” – według krytykujących sugerujące, że jedynie mężczyźni dopuszczają się przemocy domowej. Odnosząc się do tej krytyki, Sylwia Spurek w wywiadzie powiedziała:

Często powtarzam, że nie umniejszam krzywdy żadnej z ofiar, zdaję sobie sprawę, że bardzo różne grupy, także mężczyźni, doświadczają przemocy w rodzinie. Z tym, że to „także” nie może oznaczać: porównywalnie. Statystyki są bardzo wyraźne, pokazują, że większość dorosłych ofiar to kobiety.

Otwarcie krytykuje Ursulę von der Leyen za brak działań na rzecz ratyfikacji Konwencji Stambulskiej.
W 2020 r. pochwaliła inicjatywę rządu PiS, która wprowadziła policyjny nakaz opuszczenia domu przez sprawcę przemocy. Spurek zabiegała o ten mechanizm od 2003 r., jednak żaden rząd nie wprowadził takiego przepisu do porządku prawnego.
W 2024 roku wydała raport z badań „Cyberprzemoc wobec kobiet. Nowa twarz starego problemu”. Badania ilościowe zostały przeprowadzone wspólnie z European Fem Institute oraz pracownią badawczą IQS.

### Równouprawnienie
Spurek opowiada się za równością płci. Popiera zrównanie wieku emerytalnego dla kobiet i mężczyzn. Podniosła problem braku popularności urlopu rodzicielskiego wśród mężczyzn.

### Prawa reprodukcyjne
Spurek uważa prawo do aborcji za prawo człowieka, a procedurę usuwania ciąży za zwykłe świadczenie medyczne. Spurek wyraziła nadzieję, że interwencja unijna w sprawie praw reprodukcyjnych będzie stanowiła początek debaty o zmianie traktatów i poszerzaniu kompetencji unijnych. Uważa, że kolejne przypadki łamania praw obywateli i obywatelek UE, a także naruszania praworządności w Państwach Członkowskich jednoznacznie wskazują na potrzebę przekazania kompetencji w sferze ochrony zdrowia instytucjiom unijnym. Otwarcie skrytykowała Komisję Europejską, w tym komisarkę Dalli, za brak inicjatywy w sprawie ochrony praw reprodukcyjnych i za niechęć do zmiany swoich kompetencji.
W 2019 r. Spurek powiedziała, że kobiety i dziewczynki powinny mieć dostęp do przystępnej cenowo i nowoczesnej antykoncepcji, np. poprzez refundację środków antykoncepcyjnych. W 2020 r. skrytykowała działania Rzecznika Praw Dziecka Mikołaja Pawlaka, po decyzji o usunięciu tematu antykoncepcji ze szkolnych podręczników.
Spurek skrytykowała deklaracje Donalda Tuska, gdy ten obiecał, że jeżeli Koalicja Obywatelska wygra wybory parlamentarne w 2023 roku, zagwarantuje legalny dostęp do aborcji do 12. tygodnia ciąży po konsultacji pacjentki z lekarzem. We wpisie w portalu społecznościowym Twitter, zapytała: „Przez lata, ręka w rękę z kościołem tworzył piekło kobiet, a teraz wysyła nas na konsultacje?”. Podkreśliła, że prawa reprodukcyjne kobiet nie powinny być przedmiotem politycznej gry.
W 2021 roku, podczas głosownia w Parlamencie Europejskim w sprawie dostępu i praw aborcyjnych w Polsce, Spurek zaproponowała powołanie w Polsce komisji śledczej ds. aborcji, która miałaby za zadanie zbadać kwestię zaniedbań i zaniechań organów państwowych w latach 1989–2021.
W 2022 Spurek zagłosowałą za rezolucją Parlamentu Europejskiego, która proponuje wpisanie prawa do bezpiecznej i legalnej aborcji do Karty Praw Podstawowych Unii Europejskiej.

### Prawa zwierząt

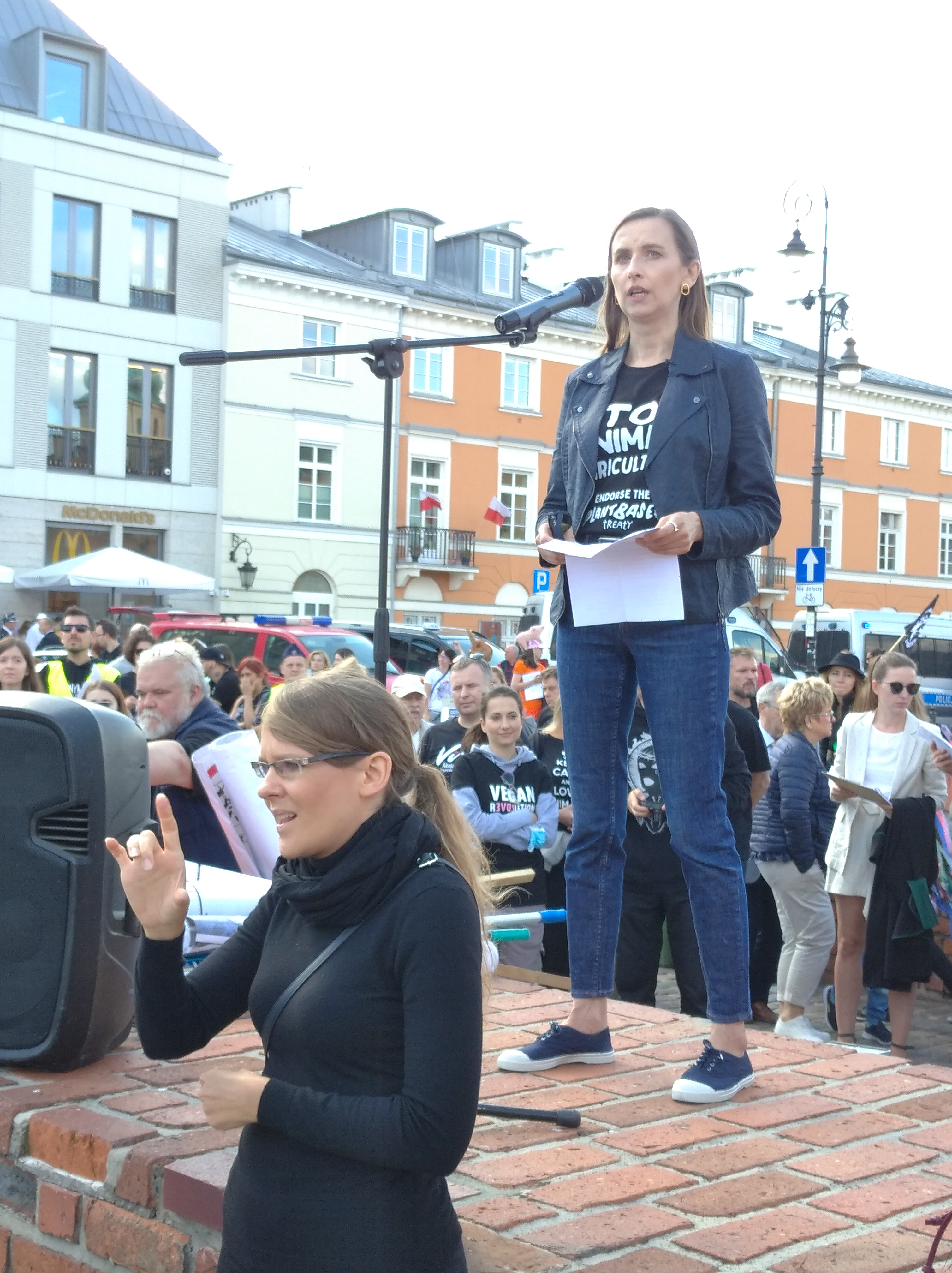
Sylwia Spurek na finale Marszu Wyzwolenia Zwierząt w Warszawie (2021).

21 stycznia 2020, na pięć dni przed Dniem Pamięci o Ofiarach Holokaustu, Sylwia Spurek na swoim Twitterze udostępniła grafikę australijskiej artystki Jo Frederiks, na której znajdowały się krowy mleczne w pasiastych koszulach zdobionych Gwiazdą Dawida. Zwierzęta były związane łańcuchem, a za nimi kryła się pokryta krwią ściana. Eurodeputowana utrzymywała, iż jej wpis miał jedynie skłonić do refleksji na temat praw zwierząt, jednak w mediach pojawiły się oskarżenia o antysemityzm i relatywizowanie ludzkiego cierpienia. Na zarzuty Sylwia Spurek odpowiadała, powołując się na cytat z Isaaca Singera:

Zadowolenie, z jakim człowiek może robić z innymi gatunkami, co tylko mu się podoba, ilustruje najskrajniejsze teorie rasistowskie, zasadę według której silniejszemu wszystko wolno.

Spurek jest przeciwniczką eksperymentów na zwierzętach. Uważa je za nieskuteczne i nieetyczne. Gdy w 2019 roku światło dzienne ujrzały doniesienia, co do nielegalnych i skrajnie niehumanitarnych eksperymentów na zwierzętach w laboratorium LPT pod Hamburgiem, Spurek rozpoczęła współpracę z organizacjami pozarządowymi w celu wyjaśnienia sytuacji. Otwarcie skrytykowała wtedy prawo unijne i działania Instytucji UE.
Jest zwolenniczką zakazu hodowli zwierząt, wędkarstwa, jeździectwa i polowań.
W 2020 r. Spurek zgłosiła sprzeciw wobec procedowania przez Sejm projektu dopuszczającego udział dzieci w polowaniach. Przy tej okazji skrytykowała brak reakcji Rzecznika Praw Dziecka Mikołaja Pawlaka, podkreślając, że stykanie się z zabijaniem i cierpieniem zwierząt źle wpływa na rozwój psychiki u nieletnich.

### Prawa osób z niepełnosprawnościami
W 2018 roku jako Zastępczyni Rzecznika Praw Obywatelskich spotkała się z grupą protestujących w Sejmie osób z niepełnosprawnościami oraz ich opiekunami i opiekunkami. Komentując dla mediów sprawę 40-dniowego protestu powiedziała: „To była lekcja, która mogła nauczyć szacunku, pokazać prawa człowieka. Niestety, rządzący wyciągnęli z niej chyba niewiele merytorycznych wniosków". We wrześniu tego samego roku na posiedzeniu Komitetu ONZ w Genewie po raz pierwszy w historii oceniła realizację przez Polskę Konwencji o Prawach Osób Niepełnosprawnych. Przed wylotem do Genewy Spurek powiedziała, że osoby z niepełnosprawnościami nie mają w Polsce realnej możliwości pełnego i równego korzystania ze wszystkich praw człowieka.
Jako posłanka do Parlamentu Europejskiego w czerwcu 2021 Została Wiceprzewodniczącą Intergrupy PE ds. Niepełnosprawności.
Jako posłanka wszystkie swoje wystąpienia oraz raporty tygodniowe z pracy w Parlamencie Europejskim tłumaczyła na polski język migowy.

### Ochrona środowiska naturalnego
Opowiada się za koniecznością odejścia od węgla w polskiej i światowej energetyce. Krytycznie oceniła inwestycję w przekop Mierzei Wiślanej oceniając ją jako projekt zbędny, kosztowny i szkodliwy dla środowiska. W 2022 roku poparła apel organizacji pozarządowych przeciw budowie muru na granicy polsko-białoruskiej, wskazując na jego szkodliwość dla ekosystemu Puszczy Białowieskiej.

### System produkcji żywności
Spurek poświęca dużą część swojej działalności zmianie systemu produkcji żywności. Opowiada się za zaprzestaniem finansowania sektora produkcji zwierzęcej. Podkreśla, że zdrowa, zrównoważona żywność powinna być dostępna cenowo, a dotacje przeznaczone na badania i rozwój, wsparcie inwestycji ferm przemysłowych, produkcję paszy dla zwierząt powinny być przekierowane do sektora produkcji roślinnej. Poparła podwyższenie kwot podatku VAT na produkty odzwierzęce. Spurek zaproponowala też 0% podatku VAT na produkty roślinne. Wskazuje, że produkcja żywności w ten sposób prowadzi również do ubóstwa żywnościowego. Opowiedziała się za wycofaniem programu „Mleko w szkole” określając go jako indoktrynizujący. Podkreśla, że obecny system produkcji żywności również odpowiada za katastrofę klimatyczną, niszczy bioróżnorodność, dostarczając niezdrowej żywności, która przyczynia się do cierpienia ludzi i zwierząt. Otwarcie krytykuje działania Komisji Europejskiej, zwłaszcza strategię „od pola do stołu”, uważając ją za niewystarczającą w obliczu kryzysu klimatycznego XXI wieku.

### Krajowy Fundusz Odbudowy
Opowiedziała się za decentralizacją otrzymywania środków unijnych i bezpośrednim dotowaniem samorządów i organizacji pozarządowych. Wezwała Komisję Europejską do podjęcia bardziej stanowczych kroków wobec łamania praworządności w Polsce i przyznania środków dla Krajowego Funduszu Odbudowy.

### Sprawy uchodźcze
Spurek stwierdziła, że PiS użył strategii demonizowania uchodźców podczas swojej kampanii w wyborach parlamentarnych w 2015 r.
W 2021 r. wyraziła krytykę wobec działań pomocowych Komisji Europejskiej dla migrantów podczas kryzysu na granicy polsko-białoruskiej. W przemówieniu podczas sesji plenarnej w Strasburgu podziękowała organizacjom pozarządowym działającym na miejscu i podkreśliła, że uważa Komisję za nieskuteczną.
Od samego początku była przeciwniczką budowy muru na granicy polsko-białoruskiej. We wpisie na Twitterze po debacie o sytuacji na granicy polsko-białoruskiej w Parlamencie Europejskim stwierdziła, że budowa muru i rozstawianie zasieków na granicy nie ma nic wspólnego z wartościami UE.
W debacie na Sesji Plenarnej Parlamentu Europejskiego w Strasburgu powiedziała: „Unia nie może popierać i nie może finansować takich pomysłów. Ponad 1800 ludzi nauki i ponad 160 NGOsów z całego świata w lutym tego roku zaapelowało do Komisji o powstrzymanie budowy tego muru, bo jego budowa i sam mur kolidują z terenami chronionymi i terenami cennymi przyrodniczo, bo mur ma wpływ na obszary Natura 2000, bo wpływa na stan ochrony gatunków i siedlisk, bo ucierpią populacje dużych zwierząt, żubry, łosie, jelenie, wilki”.
Podczas debaty na temat agresji Rosji na Ukrainę w Parlamencie Europejskim w marcu 2022 r. podkreśliła, że granice UE powinny być otwarte dla osób uciekających przed wojną. W maju 2022 r. wraz z innymi deputowanymi wystosowała zapytanie do Komisji Europejskiej prosząc o informację, w jaki sposób zapewniana jest pomoc uchodźcom i uchodźczyniom z Ukrainy z niepełnosprawnościami.

### Kościół katolicki
Spurek jest zwolenniczką rozdziału Państwa od Kościoła i opowiada się za wolnością sumienia i wyznania.

## Publikacje
- Drogi ku płodności. Wszystko o diagnostyce, leczeniu i metodach wsparcia w niepłodności (2011), praca zbiorowa[127].
- Izolacja sprawcy od ofiary. Instrumenty przeciwdziałania przemocy w rodzinie (2013), rozprawa doktorska[128].
- Konwencja o zapobieganiu i zwalczaniu przemocy wobec kobiet i przemocy domowej. Komentarz (2016), współautorka[129].
- MERITUM Pomoc społeczna. Wsparcie socjalne. Poradnik (2016), praca zbiorowa[130].
- Związek Partnerski, rozmowy o Polsce (2019), wraz z Marcinem Anaszewiczem[131].
- Nasza Konwencja (2021)[132].
- Smród, krew i łzy. Włącz myślenie, bądź zmianą (2022)[133].
- Cyberprzemoc wobec kobiet. Nowa twarz starego problemu – raport z badań (2024)[75].

## Nominacje i nagrody
W 2016 roku Spurek została nominowana w plebiscycie Superbohaterka Wysokich Obcasów. W maju 2019 Spurek otrzymała nominację do „Korony Równości” Kampanii Przeciw Homofobii. W 2022 roku Sylwia Spurek znalazła się na 9 miejscu na liście 100 najbardziej wpływowych Polaków według "Newsweeka".
W 2024 została nominowana do tytułu Kobieta Roku w ramach wydarzenia Vegan Women Summit odbywającego się w maju 2024 w Los Angeles.
W tym samym roku jako jedyna z Polski znalazła się w gronie stypendystów Woodrow Wilson International Center for Scholars na lata 2024-2025. Spurek jest jedną z 20 wybitnych naukowców i praktyków pochodzących z całego świata.